# Brasão de armas da Estônia

Grande Brasão de armas da Estónia

Pequeno Brasão de armas da Estónia

Brasão de armas da capital, Tallinn.

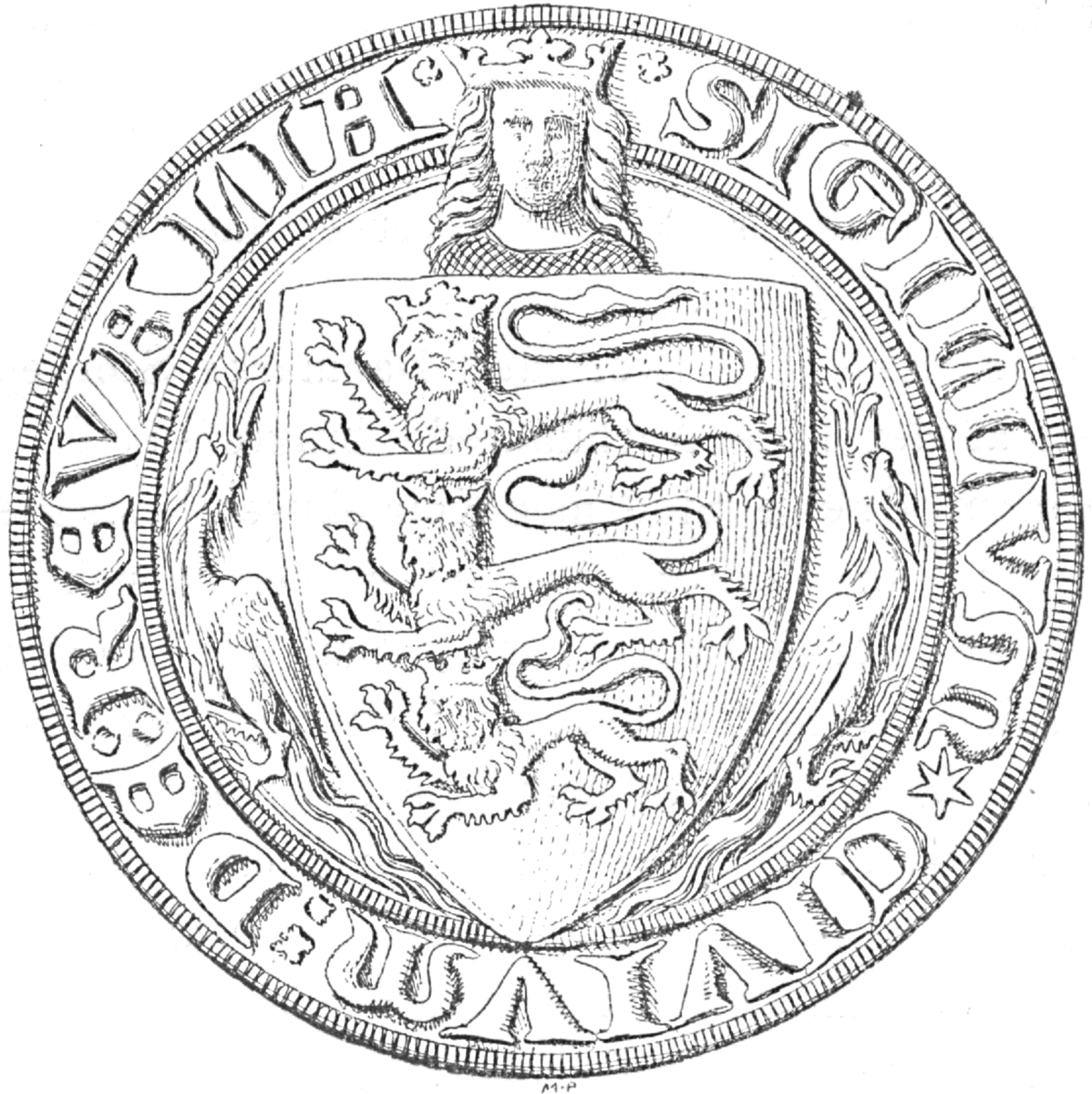
Selo de Tallinn, 1340.

O Brasão de Armas da Estónia consiste em um escudo dourado que inclui a figura de três leões (ou leopardos ) passant de cor azulada  na parte central, com dois ramos de carvalho de cor dourada  como suportes . A insígnia foi copiada do brasão de armas da Dinamarca, que governou a Estônia do Norte no século XIII.
O Riigikogu (a Assembleia Legislativa) da independente da República da Estônia oficialmente adotou o brasão em 19 de junho de 1925.
Porém, o brasão seria oficialmente banido após a ocupação da Estônia pela União Soviética em 1940, e substituído pelo brasão da República Socialista Soviética da Estônia, de inspiração soviética. Membros da administração soviética perseguiram e prenderam qualquer um que utilizasse o brasão de armas ou as cores nacionais da Estônia. A readoção dos símbolos nacionais marcou o fim da luta pela independência que finalmente foi conseguida em 7 de agosto de 1990 e regulamentada pela Lei Federal do Brasão de Armas de 6 de abril de 1993.